# Piper piluliferifolium
Piper piluliferifolium är en pepparväxtart som beskrevs av Trel. & Yunck.. Piper piluliferifolium ingår i släktet Piper och familjen pepparväxter. Inga underarter finns listade i Catalogue of Life.